# HD 5118
HD 5118，又名BD+36 148，SAO 54237、HR 249，是一颗恒星，视星等为6.06，位于銀經123.38，銀緯-25.45，其B1900.0坐标为赤經0h 47m 58.5s，赤緯+36° -25.45′ 34″。